# 改革長老教会
改革長老教会（かいかくちょうろうきょうかい、Reformed Presbyterian Church）とは、プロテスタント、長老派教会の教派。

## 名称の由来
改革長老教会の語は固有名詞であり、1743年のReformed Presbyteryが始まりである。

## カヴェナンター
改革長老教会のルーツであるカヴェナンターは、スコットランドで激しい迫害を受けた。

## 信仰
改革長老教会は聖書を誤り無い神のことばと信じる聖書信仰に立つ。神学はウェストミンスター信仰告白のカルヴァン主義、福音主義、福音派である。キリストの王権を強調する。

## 適用
改革長老教会は、聖書を誤り無い神のことばとして文字通り受け取り、人工妊娠中絶、同性愛、ギャンブルを拒絶する。讃美は詩篇歌、ジュネーブ詩篇歌である。

## 教会政治
教会政治は長老制である。

## 教派
- 北米改革長老教会日本中会